# 山桃草
山桃草（學名：Gaura lindheimeri），又名白蝶草、宿根草、千鳥花、白蝶花、玉蝶花、白桃花，是原產於美國路易斯安那州南部及德克薩斯州的山桃草屬植物。其種小名是為紀念德國出生的植物學家Ferdinand Jacob Lindheimer，他曾在哈佛大學替亞薩格雷大量採集山桃草。

## 特徵
山桃草是多年生的草本植物，從地下的根莖長出高50－150厘米的茂密枝莖。葉子有幼毛，呈矛尖形，長1－9厘米及闊1－13毫米，邊緣有鋸齒。花朵長在長10－80厘米的花序上，一般呈粉紅色或白色，直徑2－3厘米，有4塊長10－15毫米的花瓣，雄蕊很長像毛。一般會在初春至結霜前開花。

## 種植
山桃草一般培植為觀賞植物。栽培品種包括有花朵接近全白色的至深粉紅色。一些栽培品種的花瓣於黎明時是白色，但到了黃昏則是粉紅色的。它們在陽光普照下生長得最好，且在旱季下仍能生存。
山桃草已在澳洲歸化，香港和中国大陆的北京、山东、南京、浙江、江西等地也有引种，并在当地逸生。